# Parázsóné Nádudvary Krisztina
Parázsóné Nádudvary Krisztina (Váradolaszi, 1813. május 1. – Pest, 1838. február 24.) színésznő.

## Életútja
Apja Nádudvary István aranyműves volt. 13. évében a német nyelv elsajátítása végett Oravicára (Krassó vm.) ment. Szenvedélye csakhamar a színpadra vonzotta és 1829 őszén Keszy Józsefnél Lugoson lépett a pályára Mátyás király választása című színmű Madróczi szerepében. 1830. télutó 11-én házasságra lépett Károlyfehérváron Parázsó Jánossal. Járt Nagyszebenben, Déván, Brassóban, Szegeden (Kilényivel), Szabadkán, 1833-ban Kolozsvárott volt. 1834-ben Budán működött, azután Pályi Eleknél három és fél évig. 1836-ban Kassán és Debrecenben járt. Pesten hunyt el, 1838. február 24-én, ahol Szabó Dávid író búcsúztatta. Legjobb szerepe Griseldis volt.

## Fontosabb szerepei
- Berta (Grillparzer: Ősanya)
- Tudor Mária (Hugo)
- Griseldis (Halm)
- Jolán (Vörösmarty M.: Kincskeresők)
- Lenke (Vörösmarty M.: Vérnász, ősbemutató)